# Sommer-Paralympics 2012/Teilnehmer (Jamaika)
| stlisierte Goldmedaille | stlisierte Silbermedaille | stlisierte Bronzemedaille |
| ----------------------- | ------------------------- | ------------------------- |
| 1                       | —                         | —                         |

Jamaika entsandte zu den Paralympischen Sommerspielen 2012 in London drei Sportler – eine Frau und zwei Männer.

## Medaillen

### Medaillenspiegel
| Medaillenspiegel Kenia |                |                              |                           |                           |        |
| Platz                  | Sportart       | Goldmedaille – Olympiasieger | Silbermedaille – 2. Platz | Bronzemedaille – 3. Platz | Gesamt |
| 1                      | Leichtathletik | 1                            | 0                         | 0                         | 2      |
| Total                  | Total          | 1                            | 0                         | 0                         | 1      |

### Medaillengewinner

#### Gold
| Name                 | Sportart       | Wettkampf                 |
| -------------------- | -------------- | ------------------------- |
| Samwel Mushai Kimani | Leichtathletik | Speerwurf Männer – F52/53 |

## Teilnehmer nach Sportart

### Leichtathletik
| Athleten            | Wettbewerb                    | Vorlauf / Vorkampf | Vorlauf / Vorkampf | Halbfinale   | Halbfinale | Finale       | Finale | Rang |
| Athleten            | Wettbewerb                    | Zeit / Weite       | Rang               | Zeit / Weite | Rang       | Zeit / Weite | Rang   | Rang |
| ------------------- | ----------------------------- | ------------------ | ------------------ | ------------ | ---------- | ------------ | ------ | ---- |
| Frauen              |                               |                    |                    |              |            |              |        |      |
| Sylvia Grant        | Speerwurf Frauen – F57/58     |                    |                    | -            | -          | 19,06 m      | 8      | 8    |
| Männer              |                               |                    |                    |              |            |              |        |      |
| Tanto Campbell      | Diskuswurf Männer – F54/55/56 |                    |                    | -            | -          | 41,66 m      | 5      | 5    |
| Alphanso Cunningham | Speerwurf Männer – F52/53     |                    |                    | -            | -          | 24,68        | 4      | 4    |
| Alphanso Cunningham | Speerwurf Männer – F52/53     |                    |                    | -            | -          | 21,84 m      | 1      | Gold |